# António Barbio
António André Pereira Barbio, més conegut com a António Barbio, (Torres Vedras, 16 de desembre de 1993) és un ciclista portuguès, professional des del 2013. Actualment corre al Efapel.

## Palmarès
- 2011
  -  Campió de Portugal júnior en contrarellotge
- 2017
  - Vencedor d'una etapa a la Volta a Portugal